# Милета Андрејевић
Милета Андрејевић (енгл. Milet Andrejevic; Бечкерек, 28. септембар 1925 — Њујорк, 21. октобар 1989) био је српски сликар и ликовни педагог.

## Биографија
У Зрењанину је завршио основну и средњу школу. Школовање наставља на Академији ликовних уметности у Београду где је и дипломирао. У току студија напушта наставу на АЛУ и одлази у Задар где се прикључује "Задарској групи" - у којој су били код нас свакако познатији Мића Поповић, Петар Омчикус, Коса Бокшан, Вера Божичковић Поповић, Љубинка Јовановић или Бата Михајловић. Након дипломирања на АЛУ 1952. године наставља студије сликарства у Паризу, где се жени са Хелен Бардин (енгл. Helen Bardeen), а од 1958. живи у Њујорку где ради до краја живота.
Андрејевић није ниједном излагао у Југославији, па је остао релативно непознат код нас, чак и у стручним круговима. Дошавши у контакт с великим њујоршким галеристима постао је име на америчком тржишту уметнина седамдестих и осамдесетих година. Тада га је подржао конзервативни део ликовне критике, па је о његовом „романтичном реализму“ својевремено у „Њујорк тајмсу“ писао и утицајни Хилтон Крејмер . Андрејевић је своје слике продавао често пре него што су биле завршене, и када је умро, у његовом атељеу на Централ парку затечена је само једна слика: она на којој је тада радио. Он је потекао у грађанском миљеу и наставио да се веома предано бави реалистичким сликарством с којим је, после кратке поп-арт фазе, имао великог успеха на америчком тржишту, који је у Југославији био једноставно прећутан, јер је уметник сматран дисидентом.
Слике Милете Андрејевић су заступљене у сталној поставци Метрополитен музеја (енгл. Metropolitan Museum of Art), Витни музеју у Њујорку (енгл. Whitney Museum of American Art) и Хиршхорн музеју и Парку скулптура (енгл. Hirshhorn Museum and Sculpture Garden) у Вашингтону, Allentown Art Museum, Jack S Blanton Museum of Art Austin Texas, Weatherspoon Art Museum Greensboro North Carolina.
Поред сликарства бавио се и педагошким радом предавао је сликарство на Колеџу Бруклин Универзитета у Њујорку и Академији уметности у Њујорку.
Умро је у Њујорку 21.10. 1989. године од рака плућа оставивши за собом жену Хелен и сина Марка. . Поред њих Милета је имао и млађег брата Крсту Андрејевића који је такође био ликовни уметник и педагог. Био је професор на Факултету примењених уметности у Београду а умро је неколико месеци пре свога старијег брата